# Luobidong
Luobidong, die Stätte der Luobi-Höhle (chinesisch 落笔洞遗址, Pinyin Luòbǐ dòng yízhǐ, englisch Luobidong Cave Site) auf dem Gebiet von Sanya in der chinesischen Inselprovinz Hainan, ist eine Höhlenstätte, in der ca. 10.000 Jahre alte Spuren menschlicher Zivilisation entdeckt worden sind, die ältesten die auf Hainan gefunden worden sind.
Die Stätte der Luobidong-Höhle steht seit 2001 auf der Liste der Denkmäler der Volksrepublik China (5-98).